# Жумысшы (Айыртауский район)
Жумысшы (каз. Жұмысшы) — село в Айыртауском районе Северо-Казахстанской области Казахстана. Входит в состав Антоновского сельского округа. Код КАТО — 593233400.

## Население
В 1999 году население села составляло 295 человек (140 мужчин и 155 женщин). По данным переписи 2009 года, в селе проживало 191 человек (101 мужчина и 90 женщин).